# Deuxville
Deuxville ist eine französische Gemeinde mit 388 Einwohnern (Stand 1. Januar 2022) im Département Meurthe-et-Moselle in der Region Grand Est (vor 2016 Lothringen). Sie gehört zum Arrondissement Lunéville und zum Kanton Lunéville-1. Die Einwohner nennen sich Deuxvillois(es).

## Geografie
Die Gemeinde liegt etwa 22 Kilometer südöstlich von Nancy im Süden des Départements Meurthe-et-Moselle. Nachbargemeinden sind Einville-au-Jard im Nordosten, Bonviller im Osten, Lunéville im Osten und Südosten, Vitrimont im Südwesten, Anthelupt im Westen sowie Maixe im Nordwesten. Die Gemeinde besteht aus dem Dorf Deuxville, den Weilern Le Mouton Noir und Saint-Epvre sowie einigen Einzelgehöften. Quer durch die Gemeinde fließt der Ruisseau de Deuxville Richtung Norden. Er trennte früher die Kirchgemeinden Deuxville Notre-Dame(-de-la-Outre) und Deuxville-Saint-Epvre.

## Geschichte
Der Ort wurde bereits früh besiedelt. Dies belegten Grabungen, die Funde aus gallo-römischer Zeit zutage förderten. Der Ort wurde 1147 unter dem Namen Deuvile erstmals in einem Dokument erwähnt. Im Mittelalter wechselten die regierenden Familien. Im Dreißigjährigen Krieg wurden die Gemeinden Deuxville und Saint-Epvre von durchziehenden Truppen völlig zerstört. Kein einziger Bewohner überlebte diesen Krieg. Sogar im Jahr 1660 lebten nur noch 4 Einwohner in Deuxville. Saint-Epvre blieb wüst. Erst im späten 17. und frühen 18. Jahrhundert wurde Deuxville neu besiedelt. Die Gemeinde gehörte historisch zur Vogtei (Bailliage) Lunéville und somit zum Herzogtum Lothringen, das 1766 an Frankreich fiel. Bis zur Französischen Revolution lag die Gemeinde dann im Grand-gouvernement de Lorraine-et-Barrois. Von 1793 bis 1801 war die Gemeinde dem Distrikt Lunéville und dem Kanton Lunéville zugeteilt. Von 1801 bis 2015 war sie Teil des Kantons Lunéville-Nord und ist seither innerhalb des Kantons Lunéville-1. Seit 1801 ist Deuxville zudem dem Arrondissement Lunéville zugeordnet. Die Gemeinde lag bis 1871 im alten Département Meurthe.

## Bevölkerungsentwicklung
| Jahr                       | 1962 | 1968 | 1975 | 1982 | 1990 | 1999 | 2007 | 2019 |
| Einwohner                  | 304  | 273  | 288  | 270  | 312  | 364  | 394  | 410  |
| Quellen: Cassini und INSEE |      |      |      |      |      |      |      |      |

## Verkehr
Deuxville liegt nahe der Bahnstrecke von Lunéville nach Nancy. In der Nachbargemeinde  gibt es einen Bahnhof. Die N333 (Regionaler Teil der N4 Paris-Nancy-Strassburg) führt quer durch die Gemeinde. Der nächste Vollanschluss ist in Chaufontaine in der Gemeinde Rehainviller. Für den regionalen Verkehr ist die D97 wichtig, die durch das Dorf führt.

## Sehenswürdigkeiten
- Dorfkirche Saint-Epvre, nach dem Ersten Weltkrieg wiederaufgebaut
- Denkmal für die Gefallenen[2]
- Gedenkstätte mit Militärfriedhof für die Gefallenen der Einheiten 79e et 279e R.I. in Friscati
- zwei Wegkreuze (an der Route de Vitrimont und an der Rue de Lunéville)

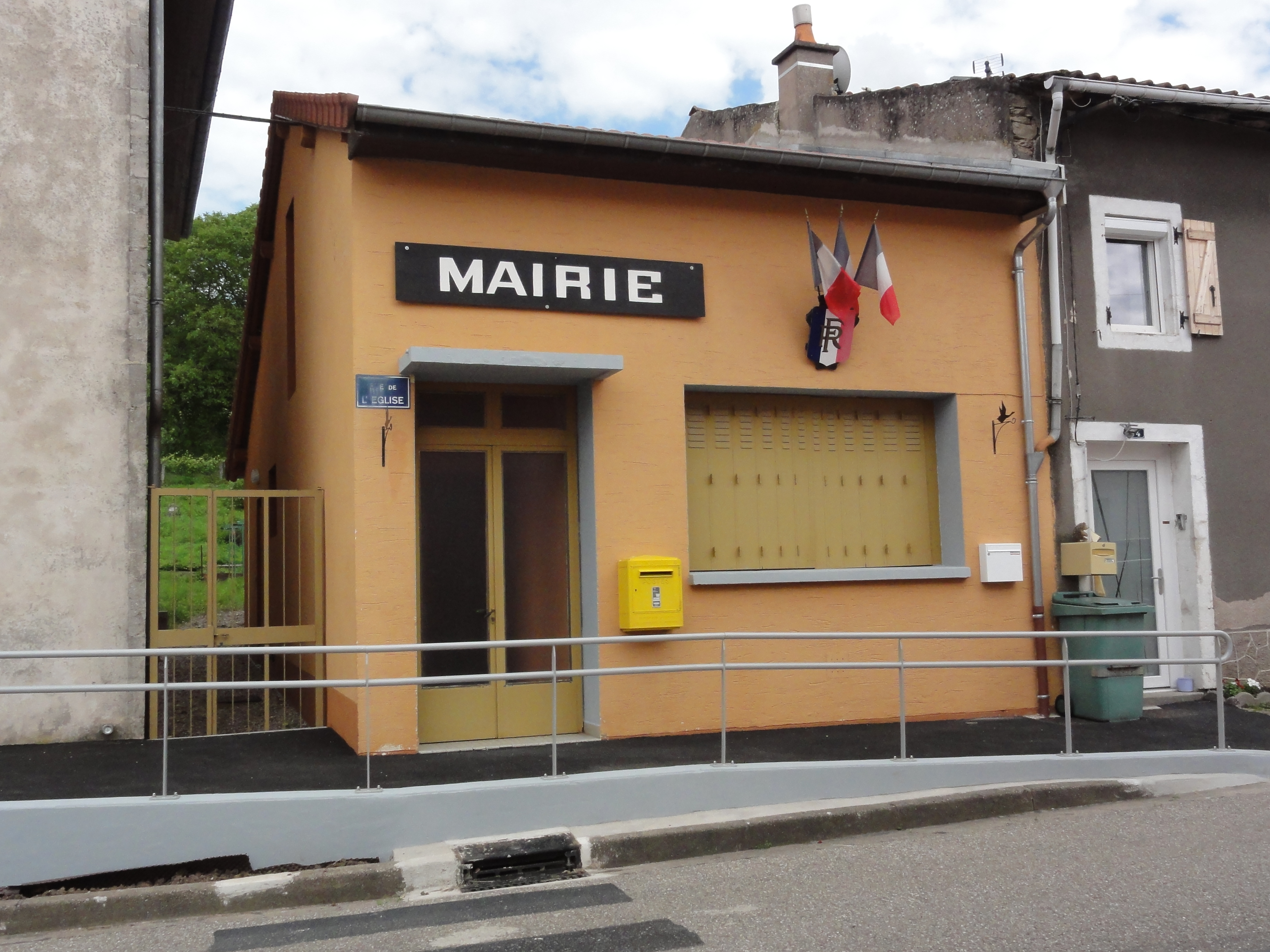
Rathaus (Mairie) der Gemeinde
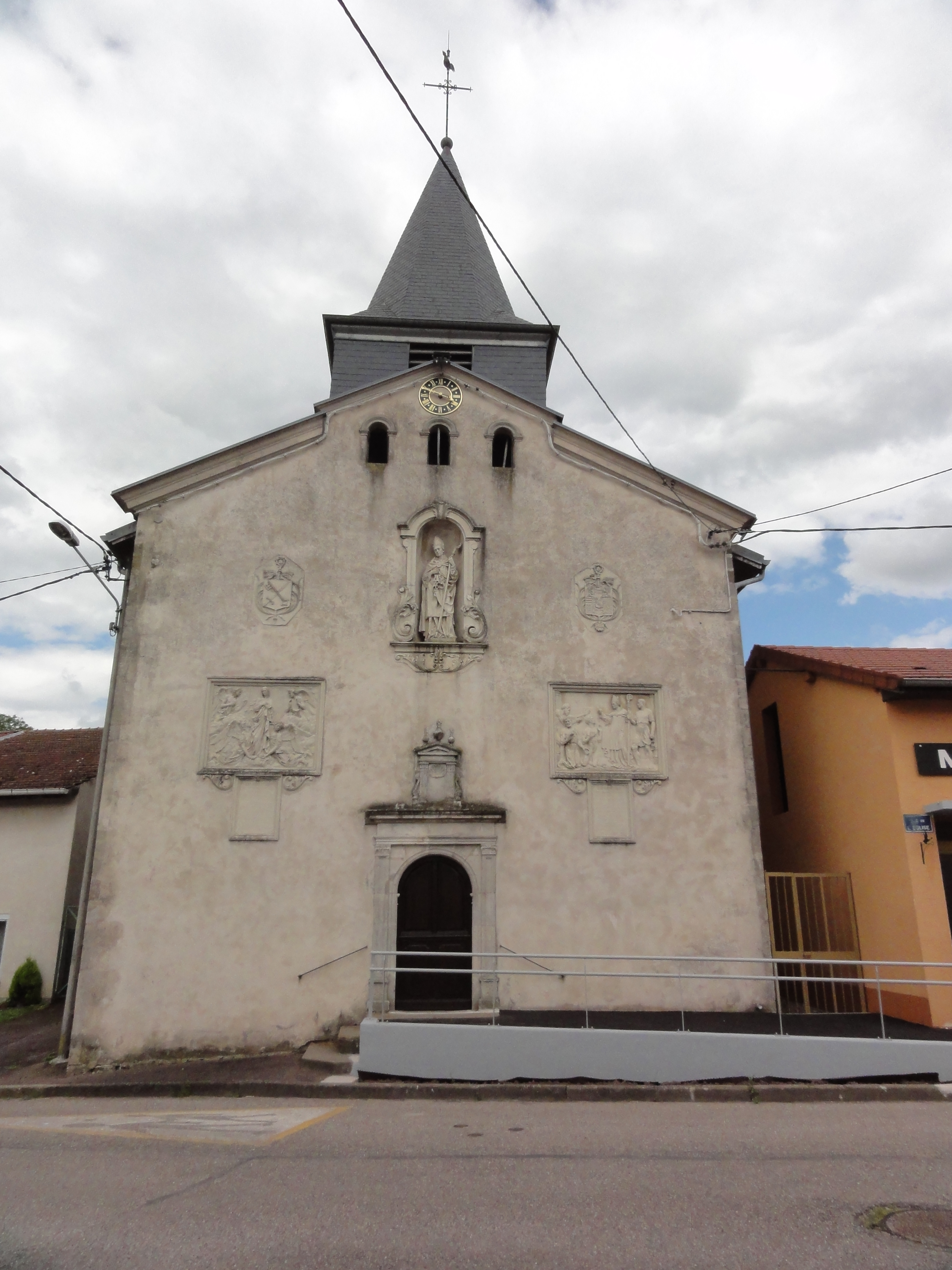
Dorfkirche Saint-Epvre
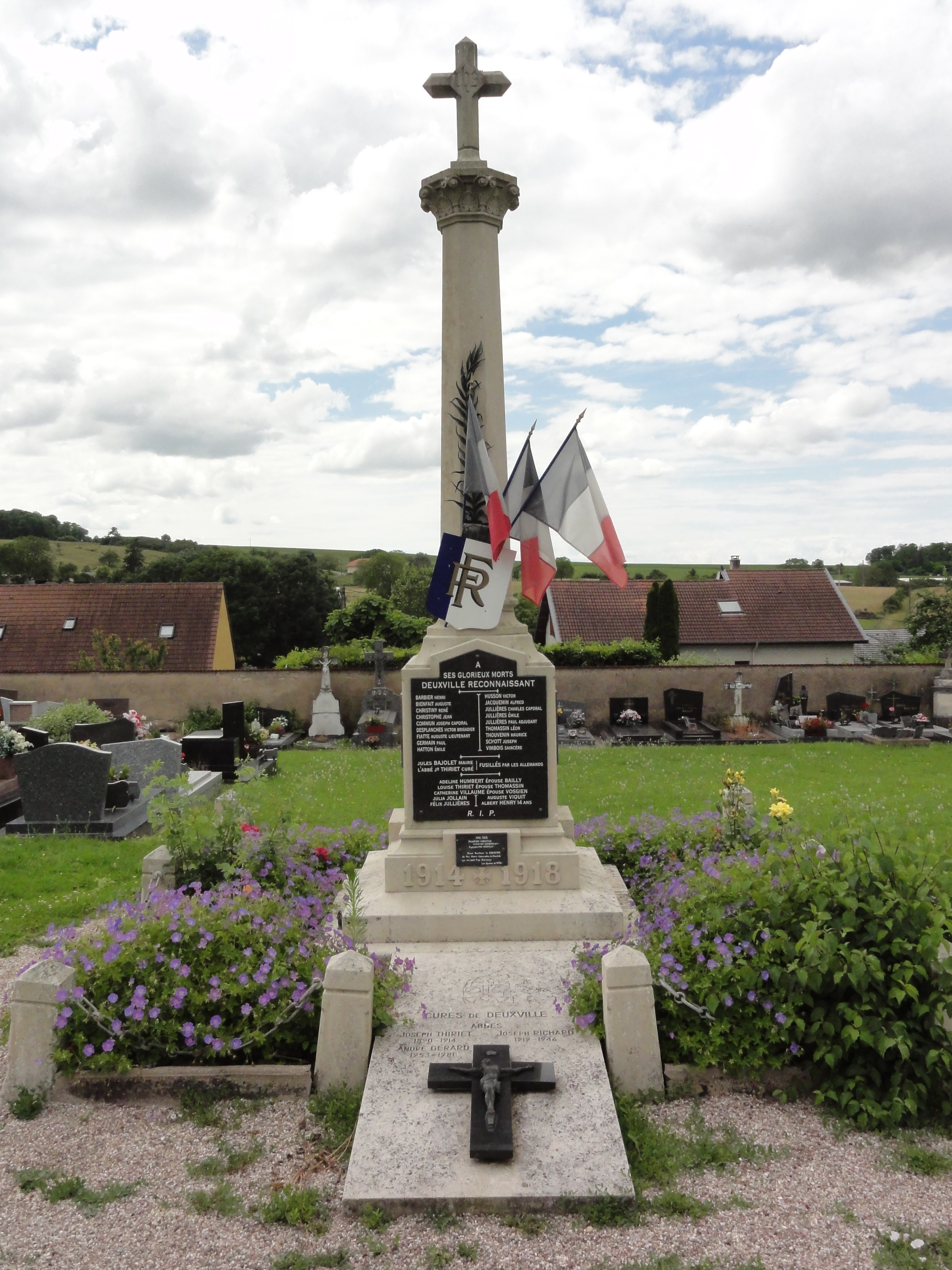
Denkmal für die Gefallenen
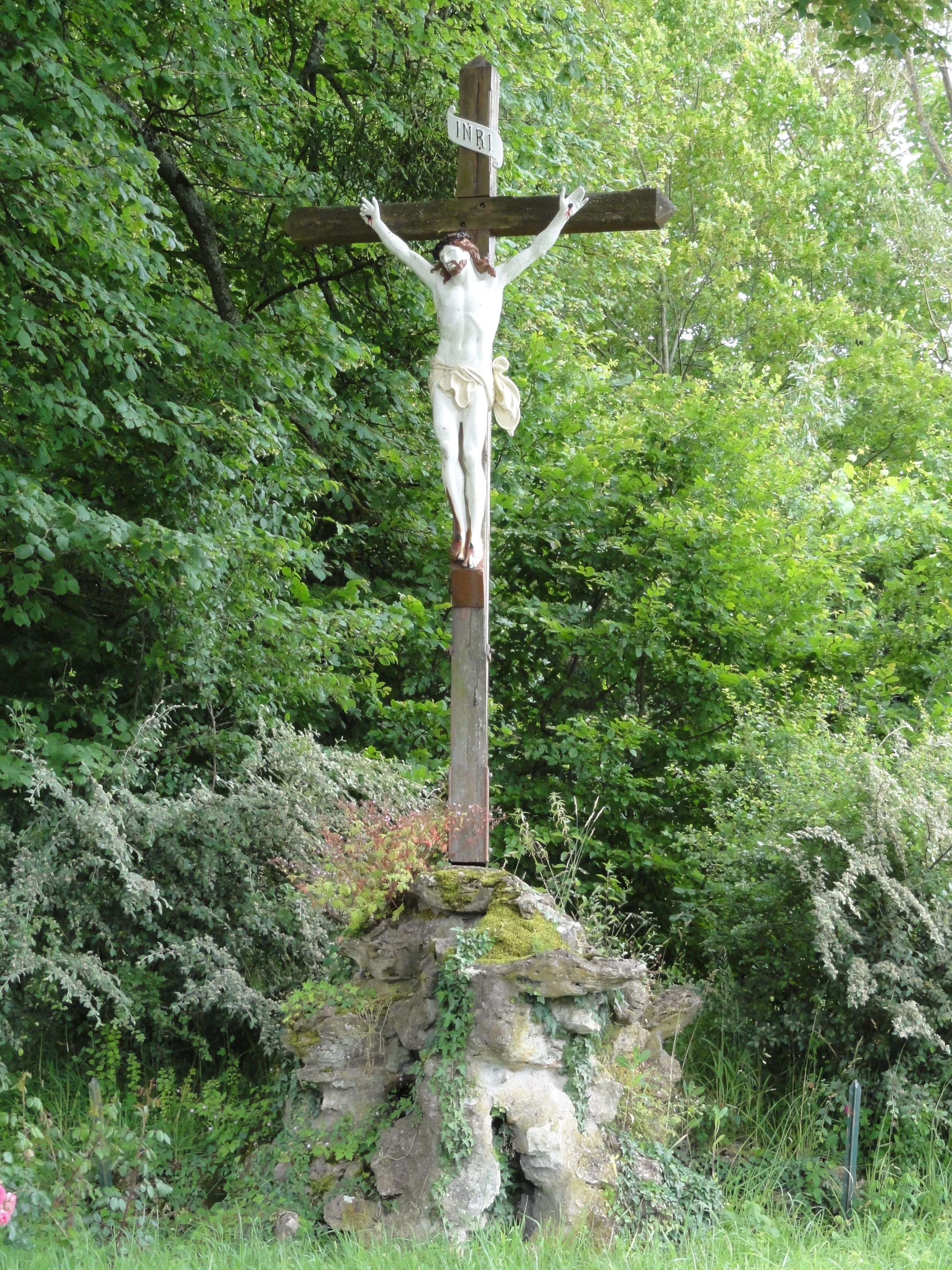
Wegkreuz
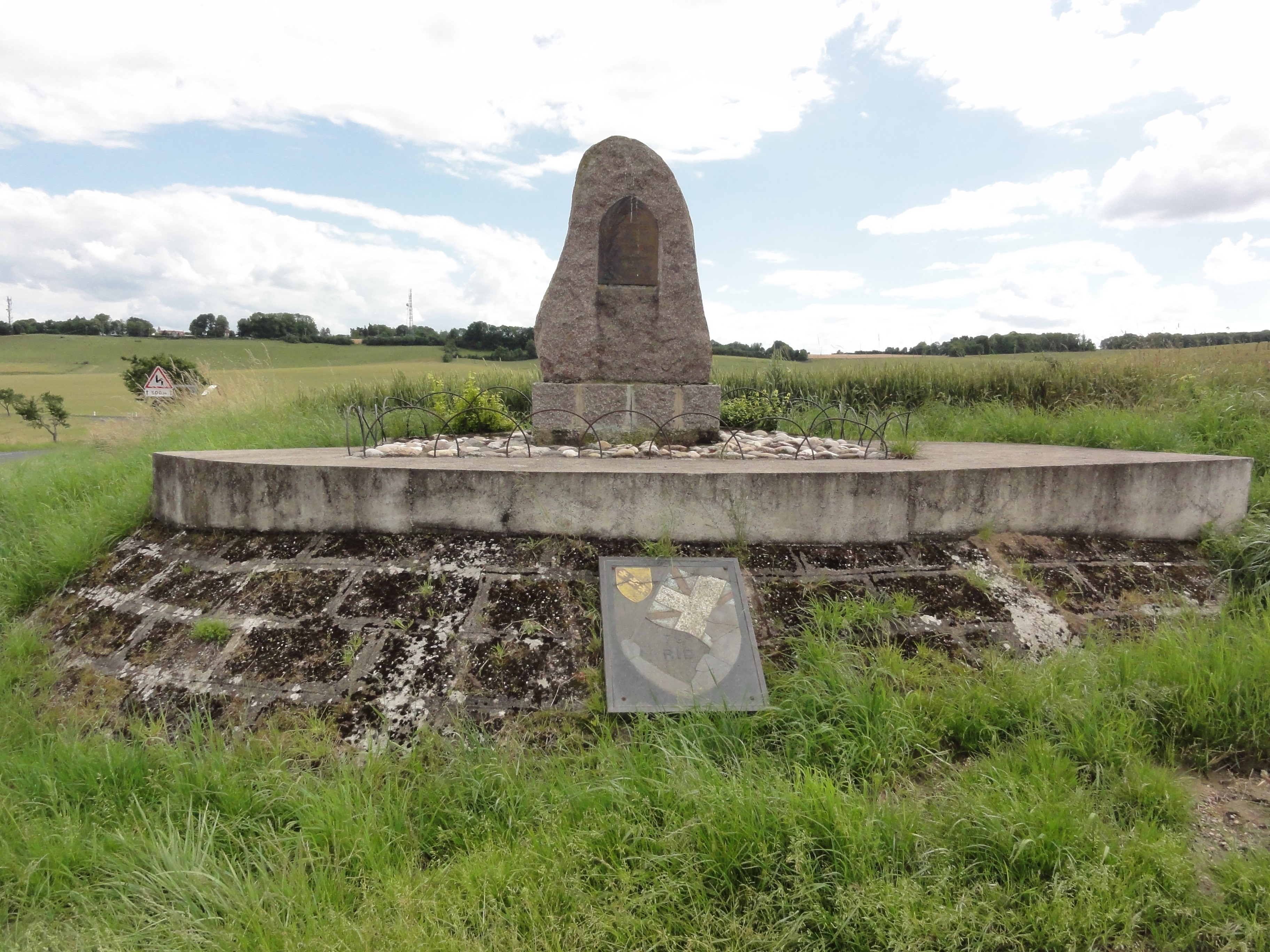
Gedenkstätte für die Gefallenen der Einheiten 79e et 279e R.I.
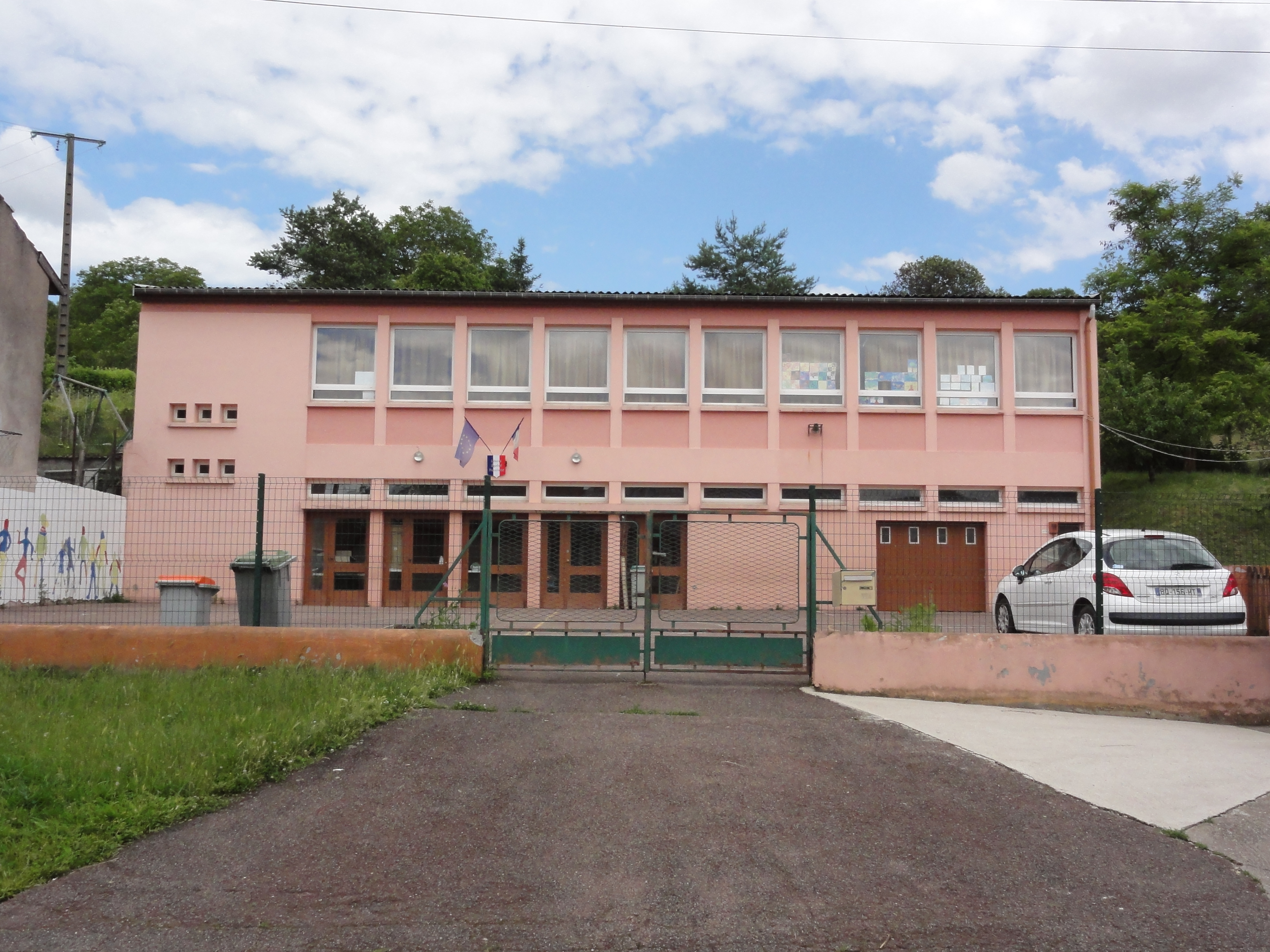
Dorfschule